# Hamaca Paraguaya
Pour plus de détails, voir Fiche technique et Distribution.
Hamaca Paraguaya est un film paraguayen réalisé par Paz Encina, coproduit avec l'Allemagne,  l'Argentine, l'Autriche, la France et les Pays-Bas et sorti en 2006.

## Synopsis
En 1935, dans une région reculée du Paraguay, un couple de vieux paysans attendent le retour de leur fils, engagé dans la guerre du Chaco. Ils espèrent aussi que les conditions météorologiques s'améliorent et que leur chien cesse d'aboyer. L'homme est volontiers optimiste. Son épouse est, en revanche, convaincue que leur fils est mort sur le front et que l'attente est inutile…

## Fiche technique
- Titre du film : Hamaca Paraguaya
- Réalisation et scénario : Paz Encina
- Photographie : Willi Behnisch - Couleurs, 1,85 : 1
- Musique : Óscar Cardozo Ocampo. Chanson Renacer interprétée par Berta Rojas
- Montage : Miguel Schverdfinger
- Production : Lita Stantic, Marianne Slot, Ilse Hughan
- Lieux de tournage : Mbocayaty et Yatalty, Departement de Guairà ; Cascupe, Département de Cordillera (Paraguay).
- Pays d'origine :  Paraguay
- Autres pays producteurs :  Allemagne,  Argentine,  Autriche,  Pays-Bas,  France
- Langue originale : guarani
- Durée : 78 minutes
- Dates de sortie : 
  - 18 mai 2006 dans la section Un certain regard au Festival de Cannes 2006
  - 15 novembre 2006 en salles en France

## Distribution
- Georgina Genes : Cándida
- Ramón del Rio : Ramón
- Jorge Lopez : la voix du fils
- Benjamín Blanco : la voix de l'émissaire
- Domiciano Figueredo : la voix du vétérinaire

## Distinctions
- Prix FIPRESCI dans la section Un certain regard au Festival de Cannes 2006
- Prix de L'Âge d'or (Belgique) 2006
- Audience's Choice au Festival international du film de Göteborg 2007
- Meilleure première œuvre, Mention spéciale, prix des critiques au Festival du film latino-américain de Lima 2007

## Commentaire
- Entre forêt et champ de canne à sucre, un hamac - d'où le titre du film - et deux personnages qui se croisent et se parlent avec économie. « Un monde de silence, aussi, et donc non-dits. Derrière un dispositif de mise en scène extrêmement radical, Paz Encina installe une nouvelle manière de penser le cinéma, à la fois violemment politique et foncièrement poétique. »[1] Lors de sa présentation à Cannes, en 2006, au sein de la section Un certain regard, le premier long métrage paraguayen depuis 1970, premier également d'une jeune réalisatrice native d'Asuncion, fait l'effet d'une découverte inattendue.
- Dans le sillage d'un Lisandro Alonso ou d'une Lucrecia Martel, tous deux argentins, Paz Encina pousse dans ses ultimes retranchements les frontières de la narration classique. « Depuis que j'ai conçu l'esthétique intemporelle de Hamaca Paraguaya, j'ai décidé que chaque image durerait le temps qu'il faut pour s'exprimer clairement, et pas le temps dont les autres ont besoin pour la regarder. [...] Mon principal souci, c'est que chaque image capture non seulement la beauté des choses, mais aussi les moments précis évoqués par un détail parfait émanant de chaque action, qui dure jusqu'à ce qu'on le voie réellement. [...] La perception temporelle que je propose est celle dans laquelle, selon moi, nous vivons », explique-t-elle[1].
- Intégré à un projet initié à Vienne par le metteur en scène de théâtre et d'opéra Peter Sellars, lors du 250e anniversaire de Mozart, Hamaca Paraguaya révèle, d'autre part, une dimension musicale que Paz Encina commente en ces termes : « Quand j'ai écrit Hamaca Paraguaya, c'était comme si je composais de la musique. [...] J'ai pensé uniquement au temps, au rythme des mots et à la façon dont deux personnes, avec des mots, pouvaient se livrer à un chant funèbre. »[1].